# Brisas Barra de Suchiate
Brisas Barra de Suchiate är en ort i Mexiko.   Den ligger i kommunen Suchiate och delstaten Chiapas, i den sydöstra delen av landet, 900 km sydost om huvudstaden Mexico City. Brisas Barra de Suchiate ligger 4 meter över havet och antalet invånare är 13 743.
Terrängen runt Brisas Barra de Suchiate är mycket platt. Havet är nära Brisas Barra de Suchiate åt sydväst.  Brisas Barra de Suchiate är det största samhället i trakten.